# Georges Bernanos
Georges Bernanos (París, 20 de febrer de 1888 - Neuilly-sur-Seine, 5 de juliol de 1948) va ser un escriptor francès.

## Biografia
Nascut a París, va passar la seva infància i joventut a Artois, rebent una educació catòlica i monàrquica. Catòlic i nacionalista, de molt jove va militar a Action française.
Es va allistar voluntari per combatre a la Primera Guerra Mundial i resultà ferit diverses vegades. Després de la guerra, va fer feina a una companyia d'assegurances, però l'èxit de la seva primera novel·la (Sous le soleil de Satan, 1926) el va decidir a dedicar-se per complet a la literatura.
El 1934, amb problemes econòmics, i cercant un lloc on la vida no fos tan cara com a França, va arribar a Mallorca, on va fer amistat amb la francesa Juliette Vernie i el seu home, el marquès de Zayas, aleshores cap de la Falange.
Quan al juliol de 1936 es va produir la rebel·lió militar hi va donar suport sense reserves, però poc després, veient el caire que agafaven els esdeveniments i la repressió que es duia a terme, va retornar a França (1937), i el 1938 va publicar el llibre Les grands cimetières sous la lune sobre la repressió que duien a terme els feixistes a Mallorca.